# ゼンショク

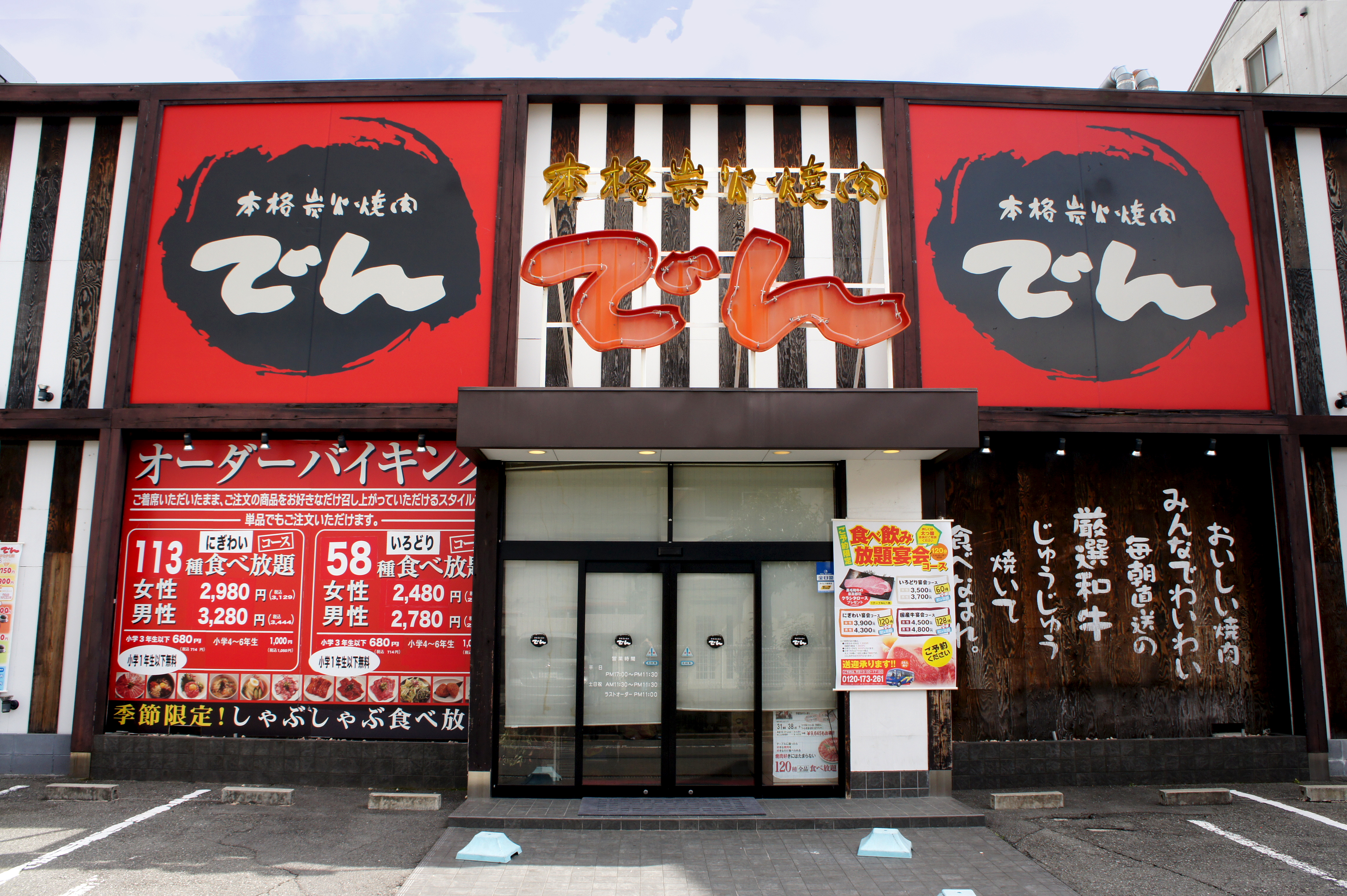
でん江坂（大阪府吹田市）

株式会社ゼンショクは、大阪府茨木市に本社を置き、焼肉店「焼肉でん」などをチェーン展開する企業である。

## 特色
- 食肉業者でもあるため、牛肉をオンラインで販売している。（外部リンク参照）
- ガンバ大阪とスペランツァFC大阪高槻の公式スポンサーである。CMにはガンバ大阪の選手を起用している（2012年現在は遠藤保仁）。

## 関連会社
- でんフードサービス
- 株式会社エヌゼット

## 出来事
- 2006年8月29日に、米国産牛の販売を再開した。